# Vihti
Vihti en finés, Vichtis en sueco, es una localidad finesa al sur del país. El resto más antiguo del pueblo data del siglo XV. Su economía se sustenta sobre todo por la compañía electromagnética DICRO Oy, compañías forestales locales y granjas. Los cuatro pueblos más grandes del municipio son Nummela, Vihti, Ojakkala y Otalampi.

## Ciudades hermanadas
- Prefectura de Fukui, Japón (desde 1980)